# Steve Williams (músico)
Steve Williams, nascido em 20 de outubro de 1971 em St Asaph, País de Gales, é o tecladista da banda britânica Power Quest e ex-membro do grupo de power metal conterrâneo DragonForce.
Williams entrou no Power Quest em 2001, após deixar o DragonForce (conhecido na época como DragonHeart), e tem sido o principal compositor e rosto da banda desde então. Em 2008, ele aceitou uma proposta do ex-guitarrista do Manowar, David Shankle, de juntar-se ao David Shankle Group que ele formou anos após deixar o quarteto americano, mas Steve deixou o grupo alguns meses mais tarde.
Além de trabalhar com o Power Quest, Williams anunciou sua intenção de formar um projeto paralelo ao Power Quest, uma banda de rock melódico, com influências como "Whitesnake, Dokken, KISS, Ten e Saigon Kick".